# Gaeolaelaps
Gaeolaelaps (=Geolaelaps)  (лат.) — род клещей (Dermanyssoidea) семейства Laelapidae из отряда Mesostigmata. Около 50 видов. Мелкие клещи, имеющие размер менее 1 мм. Свободноживущие хищники, обитающие в почве, пещерах, подстилочном слое, норах млекопитающих и гнёздах птиц; также известны мирмекофилы, обитающие в муравейниках (например, Gaeolaelaps invictianus). Дорсальный щит тела покрыт 39 парами простых щетинок. Хелицеры хорошо развиты, зубчатые. По сравнению с Hypoaspis это менее специализированная группа. Некоторые виды перспективны в биологическом контроле вредителей (например, Gaeolaelaps aculeifer).

## Систематика
Около 50 видов, которые ранее включались в состав большого рода Hypoaspis, а Gaeolaelaps рассматривался в качестве его подрода.
- Gaeolaelaps aculeifer (Canestrini, 1884)[2]
  - (= Laelaps aculeifer Canestrini, 1884)
- Gaeolaelaps aculeiferoides (Teng, 1982) — хозяин: Spermophilus dauricus, Mammalia, Китай
  - (=Hypoaspis aculeiferoides)
- Gaeolaelaps analis (Karg, 1982) — Венесуэла
  - (=Hypoaspis analis)
- Gaeolaelaps ardoris (Karg, 1993) — Галапагосские острова
  - (=Hypoaspis ardoris)
- Gaeolaelaps barbatula (Karg, 1989) — Германия
  - (=Hypoaspis barbatula )
- Gaeolaelaps brevipellis (Karg, 1979) — Аргентина
  - (=Hypoaspis brevipellis)
- Gaeolaelaps cerata (Karg, 1982) — Венесуэла
  - (=Hypoaspis cerata)
- Gaeolaelaps ciconia (Karg, 1979) — Аргентина
  - (=Hypoaspis ciconia)
- Gaeolaelaps concinna (Teng, 1982) — хозяин: Cricetus triton, Mammalia, Китай
  - (=Hypoaspis concinna)
- Gaeolaelaps invictianus Walter & Moser, 2010 — США[5]
- Другие виды